# Лаврові
Лаврові (Lauraceae) — родина квіткових рослин порядку лавроцвітих (Laurales).
Родина містить приблизно 45 родів і 2850 видів, поширених по всьому світу, переважно у субтропічних і тропічних районах, особливо в Південно-Східній Азії та Бразилії. Більшість представників — ароматичні вічнозелені дерева і кущі, але Sassafras і деякі інші представникі — листопадні, а Cassytha є паразитичними ліанами.

## Роди
| - Actinodaphne - Adenodaphne - Aiouea - Alseodaphne - Anaueria - Aniba - Apollonias - Aspidostemon - Beilschmiedia - Brassiodendron - Caryodaphnopsis - Cassytha - Chlorocardium - Cinnadenia - Cinnamomum - Clinostemon | - Cryptocarya - Dahlgrenodendron - Dehaasia - Dicypellium - Dodecadenia - Endiandra - Endlicheria - Eusideroxylon - Gamanthera - Hexapora - Hypodaphnis - Iteadaphne - Kubitzkia - Laurus - Licaria | - Lindera - Litsea - Machilus * - Mezilaurus - Mocinnodaphne - Mutisiopersea - Nectandra - Neocinnamomum - Neolitsea - Nothaphoebe - Ocotea - Paraia - Parasassafras - Persea - Phoebe | - Phyllostemonodaphne - Pleurothyrium - Potameia - Potoxylon - Povedadaphne - Ravensara - Rhodostemonodaphne - Sassafras - Sextonia - Sinosassafras - Syndiclis - Triadodaphne - Umbellularia - Urbanodendron - Williamodendron - Yushunia |

(*: Machilus часто включають до Persea як підрід)